# 鲍里索夫
鲍里索夫（羅馬化：Barysaŭ，發音：[baˈrɨsaw]，羅馬化：Borisov，發音：[bɐˈrʲisəf]）是白俄罗斯中部明斯克州鮑里索夫區内的城市及该区的行政中心，该市位于别列津纳河畔，人口134,732（2025年）。
第一次世界大战期间，俄罗斯帝国灭亡后，该市因控制权的争夺多次爆发战争。第二次世界大战后，鲍里索夫成为主要的工业中心。 截止到2002年，当地有41家大型工厂向俄罗斯、獨立國家聯合體和世界各地出口商品。

## 体育
该市拥有一支足球队鲍里索夫BATE足球俱乐部，是白俄罗斯足球史上第一支进军欧洲冠军联赛小组赛阶段的球队。